# Titan Quest
 Titan Quest  ist ein vom amerikanischen Unternehmen Iron Lore Entertainment entwickeltes Action-Rollenspiel für Windows, das in einer mythologisch verbrämten Variante der Antike spielt. Es wurde weltweit am 26. Juni 2006 vom amerikanischen Spielepublisher THQ veröffentlicht. Entwickelt wurde das Spiel von einem Team rund um Brian Sullivan, der zuvor an Age of Empires gearbeitet hatte. Nach der THQ-Insolvenz und Übernahme der Markenrechte durch den schwedischen Konzern Nordic Games AB (mittlerweile Embracer Group) erschienen 2016 eine von DotEmu entwickelte Version für die mobilen Betriebssysteme iOS und Android. Publisher ist THQ Nordic, das österreichische Tochterunternehmen der schwedischen Embracer Group. 2016 folgte eine Anniversary Edition mit zahlreichen Überarbeitungen für den PC. Die Neuauflage ist im März 2018 auch für PlayStation 4 und Xbox One erscheinen und im Juli 2018 für Nintendo Switch. Die Portierungen wurden von Black Forest Games entwickelt. Im Jahr 2021 erschien die vierte Erweiterung für das Spiel.
Am 1. August 2025 startete der Early Access des Nachfolgers Titan Quest II, der Ende 2026 für PC und aktuelle Konsolen erscheinen soll.

## Handlung
Im Verlauf des Spiels versuchen die Titanen, die Macht auf der Erde zurückzuerobern. Als Helfer dienen hierbei (mythologisch inkorrekt) mächtige Telkine, die es zu stoppen gilt. Das gesamte Spiel ist in den antiken Kulturen Griechenlands, Ägyptens und Chinas (unter der historischen Sammelbezeichnung Orient) angesiedelt. Die über 80 zu bekämpfenden Kreaturenarten sind der realen und mythologischen Tierwelt der drei Regionen entliehen. Diverse antike Städte und Schauplätze sind im Spiel zumeist symbolisch dargestellt, so zum Beispiel Delphi, der Palast von Knossos oder das antike Memphis.

### Akt I – Griechenland
Der Spieler startet in der Nähe eines in Lakonien gelegenen Dorfes namens Helos. Dort wird er vom Dorfältesten gebeten, einen Satyrschamanen zu töten. Nach getaner Arbeit bittet er den Spieler, nach Sparta zu reisen und den General Leonidas um Verstärkung für das Dorf zu ersuchen. Für eine Audienz muss aber zunächst der Zentaur Nessos getötet werden. Nachdem Leonidas versprochen hat, der Bitte des Dorfältesten von Helos nachzukommen, wird der Spieler nach Delphi geschickt, um das Orakel nach der Quelle der Monster zu fragen. Zuvor kommt man noch durch die Stadt Megara, wo man mit einem Freund des Generals namens Timon spricht. In Delphi lautet die Prophezeiung der Pythia, dass durch die Höhlen des Parnass gelaufen werde müsse, um auf der anderen Seite die Antwort zu erfahren. Dort erwartet einen ein großes Monsterlager, an dessen Ende die drei Gorgonen zu bekämpfen sind. Danach spricht man mit einer Gesandten des erfundenen „Ordens des Prometheus“ namens Feiyan. Sie erzählt, dass ein Telkine zur Zeit Athen angreift. Wenn man dort eintrifft, ist dieser zwar schon weiter gezogen, aber vor den Mauern trifft man erneut auf General Leonidas. In der Stadt wird der Spieler von einem Mann namens Kyros, der ebenfalls dem Orden des Prometheus angehört, gebeten, die Katakomben von Athen unter dem Parthenon aufzusuchen und den Anführer des Ordens, Phaedrus, zu befreien, der von einem Untoten bewacht wird. Nach gelungener Rettung erhält der Spieler die Aufgabe, nach Knossos zu reisen, da befürchtet wird, dass der Telkine versucht, ein altes Artefakt im minoanischen Labyrinth zu zerstören. Nachdem zuvor noch der Minotaurus getötet wurde, gelangt man in den „Kanalraum“, wo man gerade noch mitbekommt, wie der Telkine Megalesios ein Wasserbecken zerstört. Hat man ihn getötet, erscheint Kyros, der sich in einem Geheimgang versteckt hat, und erklärt, dass das Artefakt der Kanal zwischen dem Reich der Götter und dem der Menschen war. Dadurch, dass dieser nun zerstört ist, können die Götter nicht mehr in die Geschehnisse auf der Erde eingreifen. Der Spieler soll sich nach Ägypten, besser gesagt nach Rhakotis, dem heutigen Alexandria begeben, um dort einen Weisen namens Imhotep zu treffen.

### Akt II – Ägypten
Am Hafen wird man von ihm schon erwartet, und er gibt dem Spieler die Aufgabe, in der großen Bibliothek die „Schriftrolle der Beschwörung“, welche von einem großen Skarabäus bewacht wird, zu finden und zum Tempel des Ptah im Dorf „Sais“ zu bringen. Er erhofft sich damit, eine Zeremonie abhalten zu können, durch welche die Götter angerufen werden könnten. Dort aber findet man nur Ruinen, und ein Promethianer, wie sich die Angehörigen des Ordens des Prometheus nennen, erklärt, dass der Tempel von einem zweiten Telkine angegriffen wurde, und dass Imhotep geflohen ist und sich nun in Memphis aufhält. Dort gibt man ihm die Schriftrolle, und man wird gebeten, das „Auge des Chaos“ und die „Hand des Gleichgewichts“ zu finden. Die Hand ist unter der großen Sphinx in Gizeh und wird von vier großen Steinstatuen bewacht. Um das Auge zu bekommen, muss man in der Nähe einer Oase namens „Fayum“ auf einem Tempel des Atum einen Skorpionmann töten. In Memphis erklärt Imhotep, dass die beiden Artefakte das „Zepter der Ewigkeit“ bilden, mit dem man die Götter rufen könne. Die Beschwörung funktioniert aber nicht, was Imhotep darauf schließen lässt, dass die Götter die Menschen schon verlassen hätten. Man wird daraufhin nach Theben und dann weiter ins Tal der Könige geschickt, um den Telkine aufzuhalten. Nachdem man ihn im Grab des Ramses gefunden und getötet hat, lässt er eine Keilschrifttafel fallen. In Theben zeigt man diese Imhotep, der erklärt, dass auf der Tafel steht, dass in Babylon im Tempel des Marduk die Sichel des Kronos verborgen sei. Dies scheint auch die Erklärung zu sein, warum die Stadt gerade von einem dritten Telkine angegriffen wird. Man erhält das Zepter der Ewigkeit, um damit im nahe gelegenen Tempel der Hatschepsut ein Portal zu öffnen, welches einen direkt nach Babylon befördert.

### Akt III – Orient
Unter dem Tempel muss der Spieler zunächst eine Chimäre bekämpfen. Danach kommt man in einen Raum, in dem Feiyan am Boden liegt. Diese erklärt, dass sie in einen Kampf mit dem Telkine verwickelt gewesen sei, verloren habe und der Telkine mit der Sichel entkommen konnte. Diesen gilt es nun eine ganze Weile lang zu verfolgen. Dabei reist man auf der Seidenstraße über die große Mauer bis zur Hauptstadt Chang’an. Dort trifft man wieder auf Feiyan, welche dem Spieler aufträgt, den Jadepalast aufzusuchen und mit dem Gelben Kaiser zu sprechen, um zu erfahren, was der Telkine mit der Sichel vorhat. Dieser sagt, dass unter dem Berg Wusao der Titan Typhon nach der Titanomachie von den Göttern angekettet wurde und der Telkine ihn zu befreien beabsichtigt, damit er sich an den Göttern rächen kann. Dort angekommen wird man genau davon Zeuge: Der Telkine durchtrennt Typhons Fesseln, welcher sofort in einem Portal verschwindet. Nachdem man auch den dritten Telkine getötet hat, geht man ebenfalls durch das Portal und landet auf dem Olymp. Auf dessen Gipfel trifft man auf den Titan, und es kommt zum finalen Kampf. Hat man Typhon besiegt, ertönt Zeus’ Stimme, welche dem Spieler für seine Taten dankt. Ein Portal öffnet sich, und der nächste Schwierigkeitsgrad wird freigeschaltet.

## Erweiterung: Immortal Throne
Am 9. März 2007 erschien mit Immortal Throne das erste Add-on zum Spiel. Es schließt als 4. Akt unmittelbar an die Handlung des Grundspiels ein und führt den Spieler in das Totenreich des Hades, wo er sich neuen Herausforderungen stellen muss. Ähnlich wie z. B. in Diablo II muss der Spieler den 3. Akt des Hauptspiels beendet haben, um die neuen Gebiete betreten zu können. Die generellen Änderungen am Gameplay wirken sich aber auf das ganze Spiel aus. Die Spieldauer beträgt laut Herstellerangaben etwa zehn Stunden.
Neue Inhalte
Neu sind die Meisterschaft Traumbeherrschung, 20 neue Monsterarten, 30 neue Quests und 250 neue Gegenstände. Der Charakter kann jetzt maximal bis Stufe 75 aufsteigen (statt vorher bis 65). Ein NPC-Dienst, der Verzauberer, erstellt aus mehreren Zutaten mächtige Artefakte für den Spieler. Mit Relikten oder Talismanen verzauberte Items kann der Spieler wieder beim Verzauberer voneinander trennen, wobei nach Wahl eine Komponente zerstört wird. Eine Karawane, die in fast allen Siedlungen verfügbar ist, bietet erweiterbaren Stauraum, um mehr Gegenstände abzulegen. Der Übergaberaum ist für alle Charaktere des Spielers zugänglich, um Items zu transferieren. Darüber hinaus gibt es eine ganze Reihe von Verbesserungen im Benutzerinterface.
Als Bonusfeature erhielten Käufer bei der Registrierung von Immortal Throne einen Satz Bonus-Gegenstände per Zahlencode. Diese sind jedoch eher als Gag gedacht, da sie abgesehen von Aussehen und Namen keinen besonderen Nutzen haben.

### Akt IV – Unterwelt
Hat man das Add-on installiert, so gelangt man mithilfe des Portals auf dem Olymp nach Rhodos, wo der Seher Teiresias dem Spieler den Auftrag erteilt, die „Hexe vom Ixischen Wald“ zu finden, welche niemand anderes als Medea von Kolchis ist. Sie soll dem Spieler helfen, in den Hades zu gelangen. Sobald man sie gefunden hat, willigt sie ihre Hilfe ein, unter der Bedingung, dass der Spieler zuvor das „Auge der Grauen Schwestern“ besorgt. Diese findet man in den (fiktiven) „Tsakonischen Ruinen“. Um das Auge zu bekommen, muss man sie zuerst alle besiegen. Kehrt man danach zu Medea zurück, öffnet diese ein Portal für den Spieler, welches in die Region Epirus führt. Dort durchquert man die von Dämonen fast vollständig zerstörte Stadt „Paseron“, um daraufhin eine Höhle zu betreten, welche den Spieler direkt an die Ufer des unterweltlichen Flusses Styx bringt. Diesen kann man aber nicht mit dem Boot des Charon überqueren, da der Fährmann seine Arbeit aus unergründlichen Motiven seit geraumer Zeit niedergelegt hat. Man trifft ihn auf einer Brücke ein Stück abseits des Fährhafens, jedoch muss man ihn töten, um zum anderen Ufer zu gelangen. Dort trifft ein zweites Mal auf Teiresias, der den Auftrag erteilt, die Gefilde von Elysion aufzusuchen und mit dem Helden Agamemnon zu sprechen. Vorher passiert man zunächst die „Stadt der verlorenen Seelen“, der Ort, an dem jene Schatten ihr Dasein fristen, deren Taten weder ausreichten, um zu den Feldern von Elysion zu gelangen, noch schlimm genug für den Tartaros waren. Von dort aus gelangt man zum Turm des Gerichtes, doch bevor man die drei Richter Minos, Rhadamanthys und Aiakos (im Spiel Aecus) sprechen kann, muss man den Kerberos besiegen. Die Richter enthüllen, dass Hades hinter all den Angriffen und der Bekehrung Charons auf die Seite der Dämonen steckt, da er das Zeitalter der Menschen, welches mit dem Sieg über Typhon begonnen hat, nicht akzeptieren und die Welt der Menschen unterjochen will. Sie gewähren dem Spieler Eintritt nach Elysion, wo die gefallenen Helden bereits mit Hades’ Dämonen kämpfen. Dort trifft man ein drittes und letztes Mal auf Teiresias, welcher erklärt, dass die Rettung der Menschheit vom Sieg des Spielers über den Gott der Unterwelt im Zweikampf abhängt. Agamemnon schickt den Spieler zu Odysseus auf dem Schlachtfeld, der für den Spieler mithilfe einer Art Kanone ein Loch in die Wand von Hades’ Palast schießt. Direkt dahinter trifft man auf einen alten Bekannten: Typhons untotes Skelett stellt sich dem Spieler in den Weg. Hat man den Titan ein zweites Mal besiegt, findet man Hades’ Gattin Persephone auf einem Divan angekettet, die erklärt, dass sie bei den Plänen zur Welteroberung nicht mitmachen wollte und deshalb gefangen gehalten wurde. Hat man den weiträumigen Palast durchquert, trifft man den Gott in seinem Thronsaal an und es kommt zum finalen Kampf. Sobald man gewonnen hat, erscheint Persephone, welche dem Spieler zum Sieg gratuliert und ein Siegesportal öffnet, welches den nächsten Schwierigkeitsgrad freischaltet.

## Erweiterung: Ragnarök
Am 17. November 2017 erschien mit Ragnarök das zweite Add-on. Für Ragnarök ist die installierte Anniversary Edition notwendig. Erhältlich ist es auf den Download-Plattformen Steam und GOG.com. Die Erweiterung wurde von Pieces Interactive entwickelt.
Neue Inhalte
Mit dem Runenmeister wurde eine zehnte Meisterschaft eingefügt, außerdem gibt es zusätzliche Monster, Quests und auch Neuerungen in den vorherigen Akten. Zudem wurde die maximale Stufe des Charakters auf 85 angehoben.

### Akt V – Nordlande
Im letzten Akt gelangt man in den hohen Norden und begibt sich auf die Reise der nordischen Mythologie. Dort muss der Held allerlei Quests der nordischen Götter (Thor, Loki etc.) erledigen.

## Erweiterung: Atlantis
Im Mai 2019 wurde mit Atlantis überraschend ein drittes Add-on veröffentlicht, für das ebenfalls die Anniversary Edition vorausgesetzt wird.
Neue Inhalte
Wie die vorherigen Add-ons fügt auch Atlantis einen neuen Akt hinzu, in dem man in die namensgebende Stadt reist. Eine neue Meisterschaft gibt es nicht, allerdings wurden die bisherigen Meisterschaften um neue Talente erweitert.

## Erweiterung: Eternal Embers
Am 3. Dezember 2021 wurde erneut ohne Vorankündigung die vierte Erweiterung Eternal Embers veröffentlicht. Das Add-on spielt im Fernen Osten. Nach einem langen Abstecher ins alte Ägypten geht es später wieder zurück in den Fernen Osten. Mit dem DLC wurde die Meisterschaft „Neidan“ hinzugefügt.

## Spielprinzip
Das Beutesystem unterscheidet sich insofern von anderen Rollenspielen, dass die getöteten Monster fast nur Gegenstände fallen lassen, die sie auch benutzen; Waffen und Rüstungen sind so also meist bei Humanoiden zu bekommen, während bei Tieren z. B. verwendbare Trophäen zu finden sind.

### Charaktersystem
Im Gegensatz zu anderen Spielen des gleichen Genres wie Sacred oder Diablo wählt der Spieler nicht zu Spielbeginn eine Charakterklasse aus, sondern entscheidet sich im Laufe des Spiels für zwei von mittlerweile elf Spezialisierungen, die als Meisterschaften bezeichnet werden. Die hierzu benötigten Punkte erhält er rollenspieltypisch bei jedem Stufenaufstieg oder durch Lösen bestimmter Aufgaben. Die maximale Stufe, die ein Charakter bei diesem Spiel erreichen kann, liegt bei 65. Mit dem Add-on Immortal Throne wird die maximale Stufe auf 75 erhöht, mit dem zweiten Add-on Ragnarök dann auf 85.
Die acht Meisterschaften in Titan Quest sind: Jagd, Kriegskunst, Verteidigung, Gaunerei, Erde, Sturm, Natur und Geist. Mit dem Add-on Immortal Throne kommt mit Traum eine neunte Meisterschaft hinzu, mit Ragnarök die zehnte in Form des Runenmeisters, mit der letzten Erweiterung die Meisterschaft „Neidan“.

### Mehrspielersystem
Titan Quest kann mit bis zu sechs Spielern im LAN oder per Internetverbindung gespielt werden. Ein zentraler Server existiert nicht, so dass einer der Spieler die Funktion des Hosts übernimmt. Die Charaktere der Spieler werden lokal gespeichert.
Bei mehr Spielern im Spiel wird die Stärke und Anzahl der Gegner sowie die Menge an gefundenen Gegenständen in diversen Behältnissen dynamisch angepasst. Nimmt nur ein Spieler Teil, sind die Bedingungen die gleichen wie im Einzelspieler-Modus.

## Entwicklung

### Technik
Das gesamte Spiel spielt in einer zoombaren 3D-Welt mit Licht- und Schatteneffekten, Reflexionen sowie Tag-Nacht-Wechsel. Es ist das erste Hack-&-Slay-Spiel mit einem umfangreichen Physiksystem. So werden erlegte Gegner teilweise durch den Waffenhieb weggeschleudert (Ragdoll-Engine), hohe Gräser werden von hindurchlaufenden Personen zur Seite gedrückt und Objekte von den Gegnern deutlich sichtbar fallen gelassen beziehungsweise aus sich öffnenden Truhen herausgeschleudert. Fallen diese dabei ins Wasser, bewegt sich dieses ebenso, wie wenn es durchlaufen wird. Das gesamte Spiel stellt sich für den Spieler (abgesehen von den Wechseln in andere Länder und dem Teleportieren via Portalen) als eine einzige zusammenhängende Welt dar; die Daten werden permanent dynamisch im Hintergrund nachgeladen, ohne dass der Spieler hiervon etwas mitbekommt.

### Lokalisation
Um die fehlende Übersetzung der gesprochenen Texte zu beheben, stellten Fans im Oktober 2006 einen inoffiziellen, 235 MB großen Stand-alone-Sprachpatch zur Verfügung, der alle Synchronstimmen ins Deutsche übersetzt. Der Patch wurde nicht automatisch über die Update-Funktion im Spielmenü aktualisiert. Mit der Erweiterung Immortal Throne, der Deluxe Edition von Titan Quest oder einem separaten Patch steht inzwischen auch eine offizielle Übersetzung zur Verfügung. Des Weiteren gibt es noch eine Gold Edition, die sowohl die Deluxe Version als auch das Add-on Immortal Throne beinhaltet.

## Editorsystem und Spiel-Modifikationen
Titan Quest bietet in der Version für Windows dem Spieler die Option, über einen sehr umfangreichen Editor sowie diverse Entwicklertools eigene Modifikationen zu entwerfen, die das Spielprinzip sowie die Umgebung umfassend verändern können. Die knappe bis fehlende Dokumentation dazu wurde durch die gemeinsame Arbeit der bis heute aktiven Community ergänzt.
Da Iron Lore Entertainment 2008 seine Pforten schloss und damit auch der Support für das Spiel eingestellt wurde, versuchten zunächst Fans diesen über Fan-Patches aufrechtzuerhalten, um so verbliebene Bugs zu beheben.
Andere Änderungen reichen von neuen Welten und Quests über die Modifikation der Gegnerzahl, Gegenstände und Meisterschaften, bis hin zu deren komplettem Austausch durch neue.

## Rezeption
Während Titan Quest im Original auf PC und zwölf Jahre später für iOS-Geräte überwiegend positive Wertungen erhielt, schnitten die 2018 erschienenen Konsolenfassungen laut Metacritic deutlich schlechter ab. PC Games vergab im Test von 2006 mit 85 % eine besonders hohe Wertung und auch wenn es laut dem Tester nicht ganz zum Meisterwerk-Status reiche, teile sich das Spiel mit Diablo 2 den Titel des besten Action-Rollenspiels. Der Tester von IGN zeigte sich hingegen trotz hoher Wertung enttäuscht, dass das Spiel entgegen seiner Erwartungen nicht besser als Diablo 2 sei.
Das deutschsprachige Konsolenmagazin GamePro bezeichnete die Neuauflage für Nintendo Switch als „altbacken“. Der Umfang wurde zwar positiv hervorgehoben, konsolenspezifische Features wie eine Rumble-Funktion fehlen allerdings vollständig.

## Markenübernahme und Anniversary Edition
Nach der Insolvenz und anschließenden Zerschlagung THQs gingen die Rechte an Titan Quest nach einer Versteigerung am 15. April 2013 zusammen mit 150 anderen Titeln für insgesamt 4,9 Millionen US-Dollar an den schwedischen Publisher Nordic Games AB. 2015 wurde Titan Quest von DotEmu für die mobilen Plattform iOS veröffentlicht. Im April 2016 veröffentlichte Nordic Games über die Vertriebsplattform Steam überraschend neue Fehlerbehebung für das Programm. Am 31. August 2016, zehn Jahre nach dem Erscheinen von Titan Quest, veröffentlichte das inzwischen in THQ Nordic umbenannte Unternehmen auf Steam und GOG.com die Titan Quest: Anniversary Edition. Diese umfasst das Hauptspiel sowie die Erweiterung Immortal Throne in einer überarbeiteten Fassung.
In dieser Variante ist das Spiel am 20. März 2018 auch für PlayStation 4 und Xbox One erscheinen. Die Version für Nintendo Switch wurde erst am 31. Juli 2018 veröffentlicht.